# Москваријум
Московски океанаријум је акваријум и мешовити едукативни комплекс - познатији и као "Москваријум" - руски океанаријум налази се у Москви. То је наследник московског делфинаријума. Све животиње које су биле део старог делфинаријума су транспортовани у нову базу. 
Комплекс има укупну површину од 53.000 већу m2 на 240 хектара, поседује око 7.000 различитих животиња које су смештене у више од 25.000.000 литара воде. 

## Зоне у океанаријуму
- Сајанске планине Ока, Бајкалско језеро
- Волга
- Каспијско језеро
- Црно море
- Кланац (Викторијини водопади, језеро Тангањика, река Тангањика, језеро Малави, Нилски гргеч)
- Коларска лагуна - кребе и јастози, базен са таласима
- Представа са ајкулама
- Корални гребен
- Харбоур
- Бродоградилиште
- Раже